# Ivan Eggenberger
Ivan Eggenberger (9 novembre 1969) è un ex sciatore alpino svizzero.

## Biografia
Eggenberger, originario di Trübbach di Wartau, in Coppa del Mondo ottenne il primo piazzamento il 22 dicembre 1993 a Lech in supergigante (46º), colse il miglior risultato il 23 gennaio 1994 a Wengen nella medesima specialità (26º) e prese per l'ultima volta il via il 10 marzo 1995 a Kvitfjell ancora in supergigante (58º); il 16 dicembre dello stesso anno disputò la sua ultima gara in Coppa Europa, lo slalom gigante disputato a Bardonecchia non completato da Eggenberger. Dopo dieci anni di inattività, dal 2005 si dedicò al carving, ottenendo dodici podi in Coppa del Mondo e disputando l'ultima gara in carriera il 3 marzo 2012 a Tarvisio; non prese parte a rassegne olimpiche o iridate.

## Palmarès

### Coppa del Mondo
- Miglior piazzamento in classifica generale: 135º nel 1995

### Coppa del Mondo di carving
- 12 podi:
  - 1 vittoria
  - 4 secondi posti
  - 7 terzi posti

#### Coppa del Mondo di carving - vittorie
| Data          | Località     | Paese  |
| ------------- | ------------ | ------ |
| 14 marzo 2010 | Sauze d'Oulx | Italia |

### Campionati svizzeri
- 1 medaglia (dati parziali fino alla stagione 1994-1995):
  - 1 oro (slalom gigante[senza fonte] nel 1992)